# No tears left to cry
«No Tears Left To Cry» (estilitzat en minúscules i al revés) és la desena cançó de l'àlbum d'estudi Sweetener d'Ariana Grande, i el primer single del disc. El videoclip porta més de 985 milions de visualitzacions a la plataforma YouTube, on va ser penjat la matinada del 19 d'abril (2018). La cançó va ser escrita per ella, Max Martin, Savan Kotecha i Ilya.
Va debutar com a número 3 de la Billboard HOT 100 dels Estats Units. A nivell internacional va arribar molt alt a altres països com: Canadà, França, Alemanya, Espanya.

## Antecedents
El 9 de abril de 2018, es va informar que Grande anava a llençar el seu primer senzill del seu quart àlbum d'estudi el 27 de abril de 2018. El 16 de abril de 2018, es va informar que ella podria pujar el senzill líder el 20 de abril de 2018, ja que Post Malone treuria disc aquell 27 de abril. El 17 de abril de 2018, Grande va anunciar que el senzill principal es titulava "no tears left to cry" i es llençaria el 20 de abril de 2018. El 18 de abril, Ariana va començar a compartir una petita porció de la portada a Instagram, el que va conduir a la més gran. El cinquè que va publicar contenia un fragment de 30 segons que algunes persones han estat connectant amb el fragment anterior d'una altra cançó que podria ser "No Tears Left To Cry".

## Composició
"No Tears Left to Cry" és una cançó dance-pop i disc amb un ritme de garatge al Regne Unit. La cançó és a 4 4 temps i és originalment fet amb clau de la menor, amb un tempo de 122 batecs per minut. El torn es basa en una progressió dels acords Am – G – F – Am – G – F – C – Dm – Am – C, mentre que els versos segueixen una seqüència A (add2) –F (add2) –G (add2). La gamma vocal de Grande abasta des del G ₃ fins al G ₅ .
Liricament, la cançó tracta d'optimisme; segons Rolling Stone, "celebra la seva elevació per sobre de la negativitat del món". Variety va assenyalar que el cor de la cançó comptava amb funcions alternatives entre "aixecar la veu, suplementar, per a la positivitat" amb la lletra "Oh, només vull que vinguis amb mi / estem en una altra mentalitat" i "rítmicament. "Cantant" Estic encantat ", estic vivint, ho trio" amb una vocalització "gairebé parlada ".